# Wigwam (brano musicale)
Wigwam è una canzone di Bob Dylan pubblicata nel suo album Self Portrait del 1970. Divenne un singolo di successo raggiungendo la Top 10 di diversi paesi. La traccia base della canzone, con la voce di Dylan che canta unicamente "La, La", è stata registrata il 4 marzo 1970 a New York. Il 17 marzo dello stesso anno il produttore Bob Johnston aggiunse delle sovraincisioni di ottoni; queste modifiche vennero registrate a Nashville in assenza di Dylan.
La critica accolse positivamente Wigwam, tanto da definirla un momento saliente di Self Portrait. Diversi artisti reinterpretarono la canzone, tra cui Drafi Deutscher, la cui versione raggiunse la Top 20 in Germania.

## Incisione
Wigwam è stata registrata durante le sessioni di Self Portrait e prodotta da Bob Johnston. La traccia base è stata incisa su nastro il 4 marzo 1970 allo Studio A della Columbia a New York ed etichettato come New Song 1 sul foglio di registrazione. I musicisti di questa versione, oltre a Dylan, furono il chitarrista David Bromberg e Al Kooper al pianoforte. Il 27 agosto 2013 questa traccia base apparve su The Bootleg Series Vol. 10 – Another Self Portrait (1969–1971).
Particolarità della canzone è che Dylan intona unicamente per tutto il brano le sillabe "La, La", accompagnato da un corno e da un arraggiamento definito "in stile mariachi o Tex-Mex. Questa atmosfera è tipica della musica da falò.

## Pubblicazione
Wigwam è stata pubblicata l'8 giugno 1970 e uscì come singolo l'anno successivo. Il lato B del singolo era il brano Copper Kettle. La canzone raggiunse la Top 10 in Belgio, Danimarca (nel 1972), Francia, Malaysia, Paesi Bassi, Singapore e Svizzera; si posizionò invece nella Top 40 delle hit in Canada e Germania. Negli Stati Uniti raggiunse la 41ª posizione nella Billboard Hot 100 e il 13º posto nella Billboard Top 40 Easy Listening chart.
Diversi anni dopo, all'inizio degli anni 2000, Wigwam viene pubblicata nell'edizione limitata di The Essential Bob Dylan.

## Accoglienza
Le reazioni alla canzone sono state generalmente positive. Una recensione nella rivista Billboard descrive il brano come "vincente". Il biografo Robert Shelton include "Wigwam" tra le canzoni di "qualità" su Self Portrait, descrivendolo come "difficile da dimenticare"; per AllMusic è anche uno dei momenti salienti di Self Portrait e Michael Gray la considera come una delle "migliori tracce" dell'album. Anche Greil Marcus è positivo riguardo al singolo, definendolo "un ottimo lavoro di arrangiamento". Tom Useted, recensore di PopMatters, definisce la canzone "più che degna", mentre lo scrittore Paul Stokes di NME la qualifica come "melodiosa" e come dimostrazione della "versatilità e impatto" di Dylan. In una recensione della colonna sonora del film I Tenenbaum, il critico Heather Phares scrive che il "bagliore fosco" della canzone "aggiunge un'atmosfera stranamente senza tempo ma emotivamente diretta all'album". Secondo il critico Sean Egan "i La-La di Dylan si scontrano contro un grande arrangiamento di ottoni in un modo non sgradevole - ma come può l'essere 'non spiacevole' rappresentare una traccia di Dylan?".
Tra i giudizi più negativi, lo scrittore Seth Rogovoy descrive Wigwam come una "melodia vocale bizzarra e senza parole". Il critico Anthony Varesi ritiene che la strumentazione sia un esempio di "clacson mal riposto", con l'aggiunta tra l'altro di difetti nelle scelte di produzione di Bob Johnston. Il blogger di Pitchfork Rob Mitchum banalizza la canzone come "un lamento della sezione di ottoni piuttosto spiacevole".

## Cover
Diversi musicisti hanno pubblicato una versione di Wigwam. Tra questi, degni di nota sono i New Christy Minstrels e i direttori d'orchestra francesi Raymond Lefèvre e Caravelli. Drafi Deutscher pubblica una versione in tedesco intitolata Weil ich dich liebe (in italiano Perché ti amo) nel 1970.

## Classifiche
| Classifiche (1970)                            | Posizione massima |
| --------------------------------------------- | ----------------- |
| Belgio (Ultratop Belgian Charts)              | 9                 |
| Canada (RPM)                                  | 17                |
| Germania (Media Control Charts                | 33                |
| Malesia (Top 10)                              | 8                 |
| Paesi Bassi (Single Top 100)                  | 3                 |
| Svizzera (Schweizer Parade)                   | 9                 |
| Stati Uniti (Billboard Hot 100)               | 41                |
| Stati Uniti (Billboard Top 40 Easy Listening) | 13                |